# Poophilus abbreviatus
Poophilus abbreviatus är en insektsart som beskrevs av Melichar 1911. Poophilus abbreviatus ingår i släktet Poophilus och familjen spottstritar. Inga underarter finns listade i Catalogue of Life.